# Pseudococcyx tessulatana
Pseudococcyx tessulatana är en fjärilsart som beskrevs av Otto Staudinger 1871. Pseudococcyx tessulatana ingår i släktet Pseudococcyx och familjen vecklare. Inga underarter finns listade i Catalogue of Life.